# Un poco de amor
«Un poco de amor» (укр. «Трохи про кохання») — четвертий сингл колумбійської співачки Шакіри з альбому «Pies Descalzos», випущений у 1996 році лейблами Sony Music і Columbia.

## Інформація
У пісня Шакіра співає, що вона чекає когось, хто б її покохав. Композиція не стала такою успішною як попередні, але все одно увійшла до альбомів «Grandes Éxitos» і «Colección de Oro».
«Un poco de amor» стала першою піснею співачки, де стали зустрічатись англійські слова, які виконав Говард Глезфорд (Howard Glasford). Існує португальська версія — «Um Pouco de Amor», яка увійшла до компіляційного альбому «The Remixes».

## Відеокліп
Кліп спродюсований аргентинцем Густаво Гарсоном (Gustavo Garzón). У відео Шакіра співає та танцює з людьми інших рас та народностей, також з нею співає Густаво.

## Чарти
| Чарт (1996)                    | Найвища позиція |
| ------------------------------ | --------------- |
| US Latin Pop Songs (Billboard) | 11              |